# Dansuri ungare (Brahms)
Dansurile ungare ale lui Johannes Brahms formează o colecție de 21 de scurte piese muzicale, inspirate în majoritate din folclorul maghiar. Numerele 11, 14 și 16 sunt în întregime compoziții proprii, în același stil. Inițial toate dansurile au fost scrise în aranjament pentru pian la patru mâini. Brahms a rescris primele 10 piese pentru pian solo; alți muzicieni, printre care Antonín Dvořák, au rearanjat partiturile astfel încât să poată fi interpretate la diverse instrumente și de diverse ansambluri muzicale.
Judecînd după numărul de adaptări și interpretări, cel mai apreciat dintre cele 21 de dansuri este numărul 5 în Fa diez minor (Sol minor în interpretări orchestrale).

## Înregistrări audio
| (audio)                                                  | \| Dans ungar nr. 5 în Sol minor (info) \| \| Fulda Symphonic Orchestra, dirijor Simon Schindler, 2000 \| \| Dans ungar nr. 6 în Re major (info) \| \| Fulda Symphonic Orchestra, dirijor Simon Schindler, 2004 \| \| Probleme în audiția fișierelor? Vezi ajutor media. \| |
| Dans ungar nr. 5 în Sol minor (info)                     | |
| Fulda Symphonic Orchestra, dirijor Simon Schindler, 2000 | |
| Dans ungar nr. 6 în Re major (info)                      | |
| Fulda Symphonic Orchestra, dirijor Simon Schindler, 2004 | |
| Probleme în audiția fișierelor? Vezi ajutor media.       | |